# Ferdinando Crivelli
Ferdinando Crivelli  (* 16. Juni 1810 in Bergamo; † am 5. April 1855 ebenda) war ein italienischer Architekt, Physiker, Mathematiker und Geometer.

## Biografie
Er wurde am 16. Juni 1810 in Bergamo als Sohn von Antonio in einer Familie mit bescheidenen Verhältnissen geboren. Nach dem Besuch der wichtigsten Grundschulen in seiner Heimatstadt, wo er bereits früh mit seiner Veranlagung zum Zeichnen auffiel, schrieb er sich 1823 mit 13 Jahren in die Architekturkurse von G. Bianconi in der Accademia Carrara in Bergamo ein. Bei seinem Abschluss wurde seine Prüfungsarbeit als die beste des Jahrgangs anerkannt.
Er zog nach Brera und erhielt 1832 den Preis im Architekturwettbewerb zweiter Klasse und gewann 1835 den Wettbewerb erster Klasse. Crivelli arbeitete in dieser Zeit in den Ateliers der zwei erfolgreichsten lombardischen Architekten der damaligen Zeit, Giacomo Tazzini und Giuseppe Cusi, der damals Chefingenieur der Provinzen Como und Brescia war. Nach einer ersten, für die Erlangung einer Architekturlizenz erforderlichen praktischen Ausbildung beim Ingenieur Pegorett, war Crivelli Assistent von Cusi bei der Errichtung der Barriera delle Grazie (heute Porta Nuova) in Bergamo und leitete mit geschätzten technischen Ergebnissen den Entwurf der Einbogenbrücke über den Brembo in Ponte San Pietro. Zugleich setzte er seine Studien fort und erhielt 1837 an der Universität von Pavia das Diplom eines Architekten.
In der Zwischenzeit setzte er sein Privatstudium in Algebra und Geometrie fort. Nach seiner Einschreibung an der Universität von Pavia am 7. November 1841 erwarb er dort ein physikalisch-mathematisches Diplom und erlangte die Lizenz als Landvermessungsingenieur nach einer weiteren Ausbildung in Bergamo bei P. A. Pagnoncelli.
1841 wurde Crivelli zweiter im Wettbewerb, den Giuseppe Berlendis für den Bau der Kirche in Sant’Andrea in Borgo Palazzo bei Bergamo gewann. Er erhielt jedoch zwei der wichtigsten Aufträge der damaligen Zeit: die Fortsetzung der Arbeiten für die Kirche Sant’Andrea und die Renovierung des städtischen Gymnasiums, das in den Gebäuden des ehemaligen Klosters von Rosate untergebracht war. Das Projekt für das Gymnasium in Bergamo wurde 1840 ausgearbeitet und 1844 vom Vizekönig mit den von Pietro Pestagalli auferlegten Änderungen genehmigt. Das Gebäude, in dem nur ein Teil der alten Klosterräume erhalten sind, wurde 1849 unter dem Druck der Stadtverwaltung fertiggestellt.
Crivelli gehörte zu den angesehensten lokalen Fachleuten: 1846 wurde er zum Mitglied der Universität von Bergamo gewählt; 1851–1853 wurde er mit der Rekonstruktion der Kuppel der Kathedrale in der Oberstadt betraut, um die bisherige Kuppel von Cusi nach dem Modell von Carlo Fontana aus dem 17. Jahrhundert zu ersetzen.
Weitere bekannte Werke sind: der Hochaltar der Pfarrkirche von Villasola; der Hochaltar der Pfarrkirche von Adrara San Martino (1843); die nicht ausgeführten Vorschläge für das Krankenhaus von Romano di Lombardia; die neue Dach- und Gewölberüstung des Riccardi-Theaters in Bergamo (heute Donizetti-Theater). Ebenfalls in Bergamo wurden die Restaurierung des Hauses von Bartolomeo Suardi und die Fertigstellung des Palazzo Serassi, welcher nach einem anderen Plan begonnen wurde, sowie die Restaurierung des Theaters Ricoardi von ihm ausgeführt.
Crivelli starb am 5. April 1855, im Alter von 44 Jahren in Bergamo nach einer schweren Erkrankung.